# بیچویل (ایلینوی)
بیچویل (به انگلیسی: Beechville) یک منطقهٔ مسکونی در ایالات متحده آمریکا است که در شهرستان کلهون، ایلینوی واقع شده‌است. بیچویل ۱۶۴٫۹ متر بالاتر از سطح دریا واقع شده‌است.